# Sarah Waiswa
Sarah Waiswa là một nhiếp ảnh gia tài liệu và chân dung sinh ra ở Uganda và có trụ sở tại Nairobi, Kenya. Bàđã giành được giải thưởng Rencontres Keyboardrles Discovery 2016 cho loạt phim khám phá cuộc đàn áp bạch tạng ở châu Phi hạ Sahara. Bàcũng được công nhận bởi Giải thưởng Ảnh Báo chí 2015 của Nhật Bản.

## Cuộc sống ban đầu và sự nghiệp
Sarah Waiswa sinh ra ở Uganda và có trụ sở tại Nairobi, Kenya.  Bàhọc xã hội học và tâm lý học,  và là một nhiếp ảnh gia tự học. 
Dự án chân dung của cô, "Người lạ trên một vùng đất quen thuộc", khám phá sự khủng bố của bạch tạng ở châu Phi hạ Sahara,  trong đó họ bị săn lùng để nhận thấy sức mạnh ma thuật của các bộ phận cơ thể.  Bộ phim lấy bối cảnh một người phụ nữ bạch tạng chống lại bối cảnh của khu ổ chuột Kibera của người Nai, đại diện cho thế giới bên ngoài đầy bão tố.  Tư thế đẹp như mơ của người mẫu trong sự Bàlập xã hội phản ánh cả sự xa lánh của người mẫu và sự do dự của nhiếp ảnh gia đối với xã hội của cô.  Waiswa đã phát triển dự án để nâng cao nhận thức sau khi đọc một bài báo về việc điều trị bệnh bạch tạng ở Tanzania. Một phần trong buổi chụp của họ bao gồm việc đáp trả sự huyên náo.  Aida Muluneh, nhiếp ảnh gia trình bày giải thưởng, mô tả nhiếp ảnh của Waiswa là phản ánh sự phức tạp của môi trường xung quanh cô.  Trong khi Sarah Moroz của i-D ca ngợi sự rõ ràng mà Waiswa đã thể hiện sự Bàlập về bản sắc bạch tạng, vì các phụ kiện nhẹ nhàng của người mẫu đã thách thức không khí từ chối không thể vượt qua,  Sean O'Hagan của The Guardian coi đó là nỗ lực "dũng cảm". "Quá mức kỳ quặc". 
Công việc của Waiswa khám phá cái mà Bàgọi là "Bản sắc châu Phi mới": làm thế nào những thế hệ trẻ châu Phi cảm thấy biểu cảm hơn và ít bị giới hạn bởi truyền thống hơn so với người tiền nhiệm. Bàcũng tìm cách chống lại các mô tả khuôn mẫu về châu Phi, thường là kết quả của các nhiếp ảnh gia nước ngoài hơn là các nhiếp ảnh gia bản địa. Ngoài ra, nhiều đối tượng của Bàlà phụ nữ. 
Năm 2016, Waiswa đã làm việc với nhiếp ảnh gia Joel Lukhovi trong "Thành phố châu Phi", ghi lại cuộc sống hàng ngày ở nhiều thành phố châu Phi.  Họ đã tham gia vào một cuốn sách năm 2017 cho thấy người Maasai trong bối cảnh trung thực, theo nguyên tắc, chứ không phải là những chiến binh rập khuôn.  Đối với Waiswa, dự án đã hoàn thành việc tìm kiếm thông tin về một nữ thần cổ đại được ghi chép kém. 

## Giải thưởng
- 2015: Giải thưởng sáng tạo hàng đầu của Giải thưởng Báo chí Ảnh và là người về nhì trong các hạng mục chân dung và cuộc sống hàng ngày [7][4]
- 2016: Giải thưởng Khám phá RencontresHotelrles   [ <span title="This claim needs references to reliable sources. (October 2018)">cần dẫn nguồn</span> ][ <span title="This claim needs references to reliable sources. (October 2018)">cần dẫn nguồn</span> ]
- 2017: OkayAfrica nêu tên Bàtrong số các nghệ sĩ mới nổi nhất của Uganda [4]